# Alexander Pietsch
Alexander Pietsch (* 1. Juni 1972) ist ein deutscher Jockey im Galoppsport.
Pietsch begann 1989 in der damaligen DDR in Berlin seine Ausbildung als Jockey bei Trainer Egon Czaplewski. Nach Stationen in Berlin und bei seinem Vater Peter Pietsch in Dresden wechselte er 1998 nach Mülheim an der Ruhr. Weitere Stationen folgten: Er arbeitete als Stalljockey unter anderem bei den Trainern Angelika Glodde, Stefan Wegner, Dave Richardson, Hans-Albert Blume, Christian Freiherr von der Recke, Waldemar Hickst und Andreas Wöhler.
2015 gewann er erstmals das Deutsche Jockey-Championat, zusammen mit Andrasch Starke. 2017 konnte er diesen Titel erneut erwerben, diesmal gemeinsam mit Filip Minarik.